# Жилой городок нефтяников

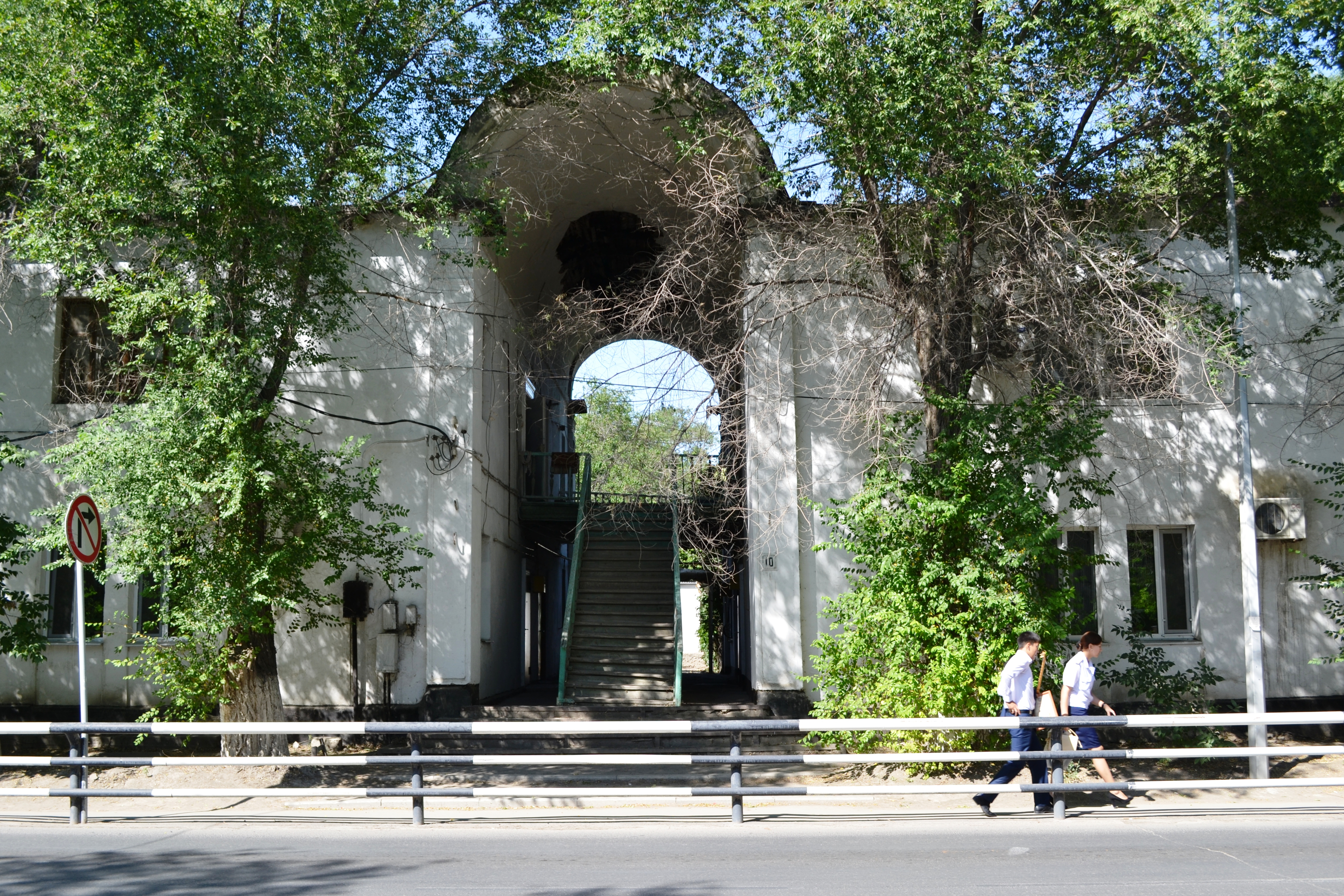
Дом в Жилгородке

Жилой городок нефтяников (Гурьевский жилой городок; Жилгородок) — жилищный комплекс, построенный во время Великой Отечественной войны в излучине реки Урал в двух километрах от города Гурьев (ныне Атырау). В настоящий момент входит в черту города. Городок для рабочих нефтеперерабатывающего завода был возведён в короткие сроки с учётом неблагоприятных климатических условий безводной солончаковой пустыни. Архитекторы жилого городка нефтяников — А. Арефьев, С. Васильковский, А. Лансере, инженер И. Романовский в 1946 году были удостоены Сталинской премии. В 1982 году жилой городок нефтяников был включен в список памятников истории и культуры Казахской ССР республиканского значения и взят под охрану государства.

## Описание
Планировочная структура городка отличается простотой и рациональностью. Композиционной осью плана служит широкая и прямая главная улица, связывающая посёлок с заводом, — проспект Ауэзова. Парк культуры и отдыха, расположенный вдоль берегов Урала, окружая посёлок, образует зелёную защитную полосу от сухих и пыльных ветров. Главная улица вдоль пяти поперечных улиц и водораздела разбивает посёлок на кварталы, состоящие из одно- и двухэтажных жилых домов и общественных зданий
Особенностями местных климатических условий обусловлено широкое применение присущих народному жилищу Средней Азии видов террас, айванов, лоджий, галерей, затеняющих жилые комнаты квартир.
Стены жилых домов возведены из гипсоплит, грунтоблоков, общественных зданий — из кирпича и гипсовых плит, использованы конструкции из местных строительных материалов. Основную роль в ускорении темпов строительства сыграла комплексная типизация застройки, отличающая многотипностью зданий.
Строительство велось с участием заключённых и трудармейцев из числа репрессированных народов, в том числе немцев Поволжья, крымских татар, болгар, греков, военнопленных из Румынии. В декабре 1943 года на 311 вольнонаёмных строителей приходилось 3687 заключённых и трудармейцев, в июле 1944 года на строительстве работало уже 12 тысяч заключённых, трудармейцев и военнопленных. Большинство строителей городка жило в землянках на 200 человек каждая, имелась столовая на 2000 человек, обслуживавшая строителей посменно.  Так как строительство нефтеперерабатывающего завода было оплачено по программе ленд-лиза, то на строительстве Жилгородка также постоянно присутствовали американские специалисты.

## Фотогалерея

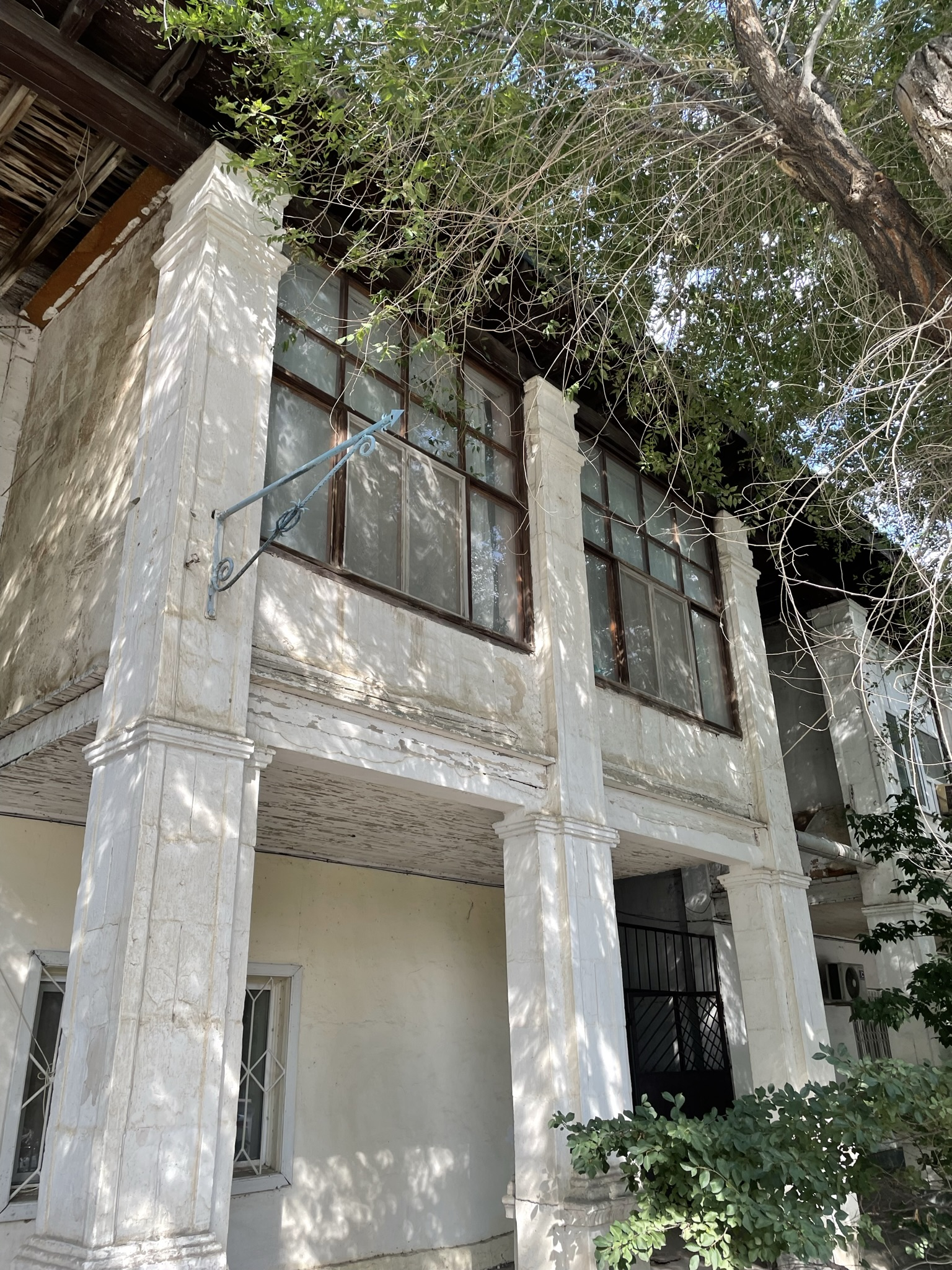
проспект Мухтара Ауэзова, 2
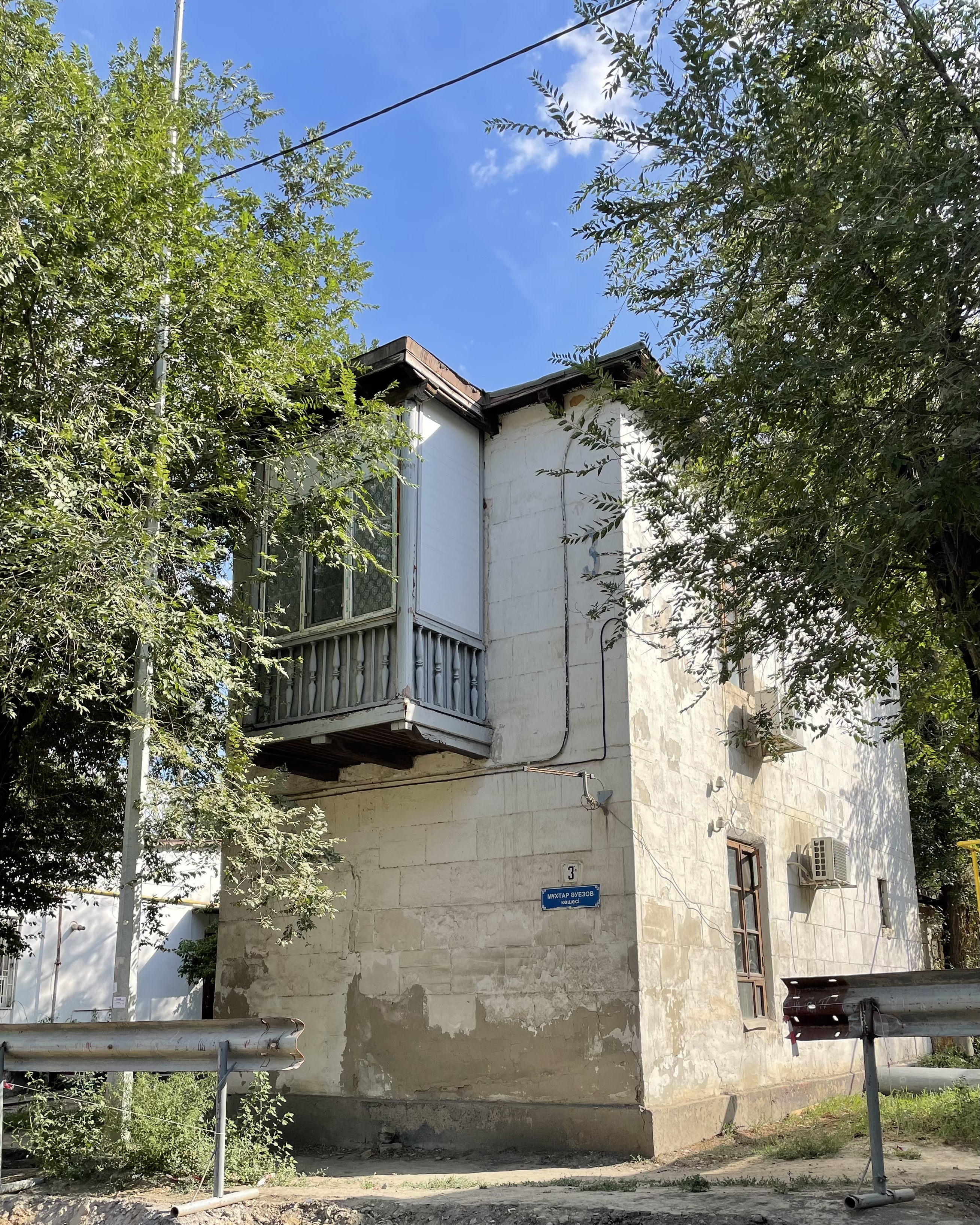
проспект Мухтара Ауэзова, 3
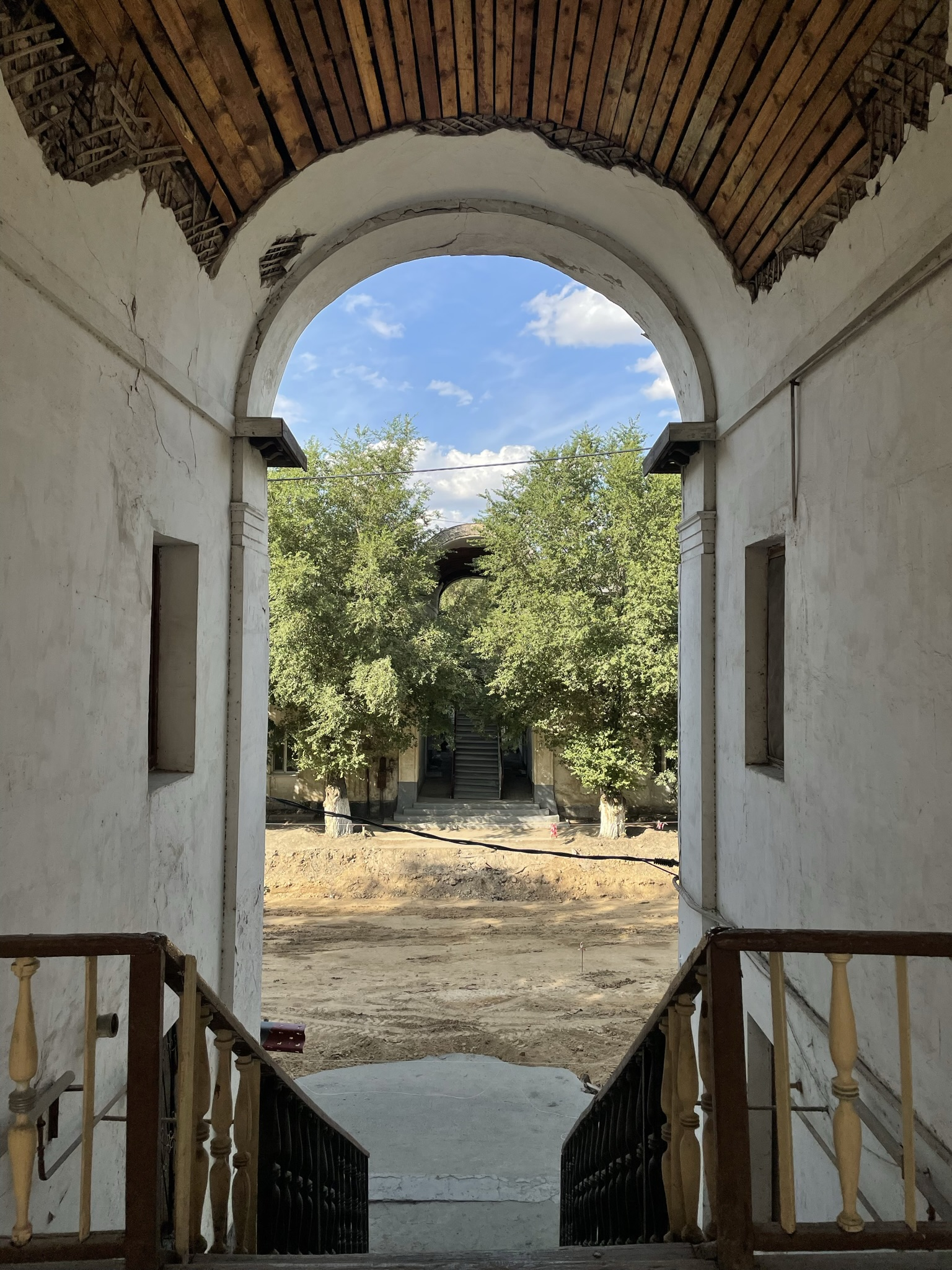
проспект Мухтара Ауэзова, 9
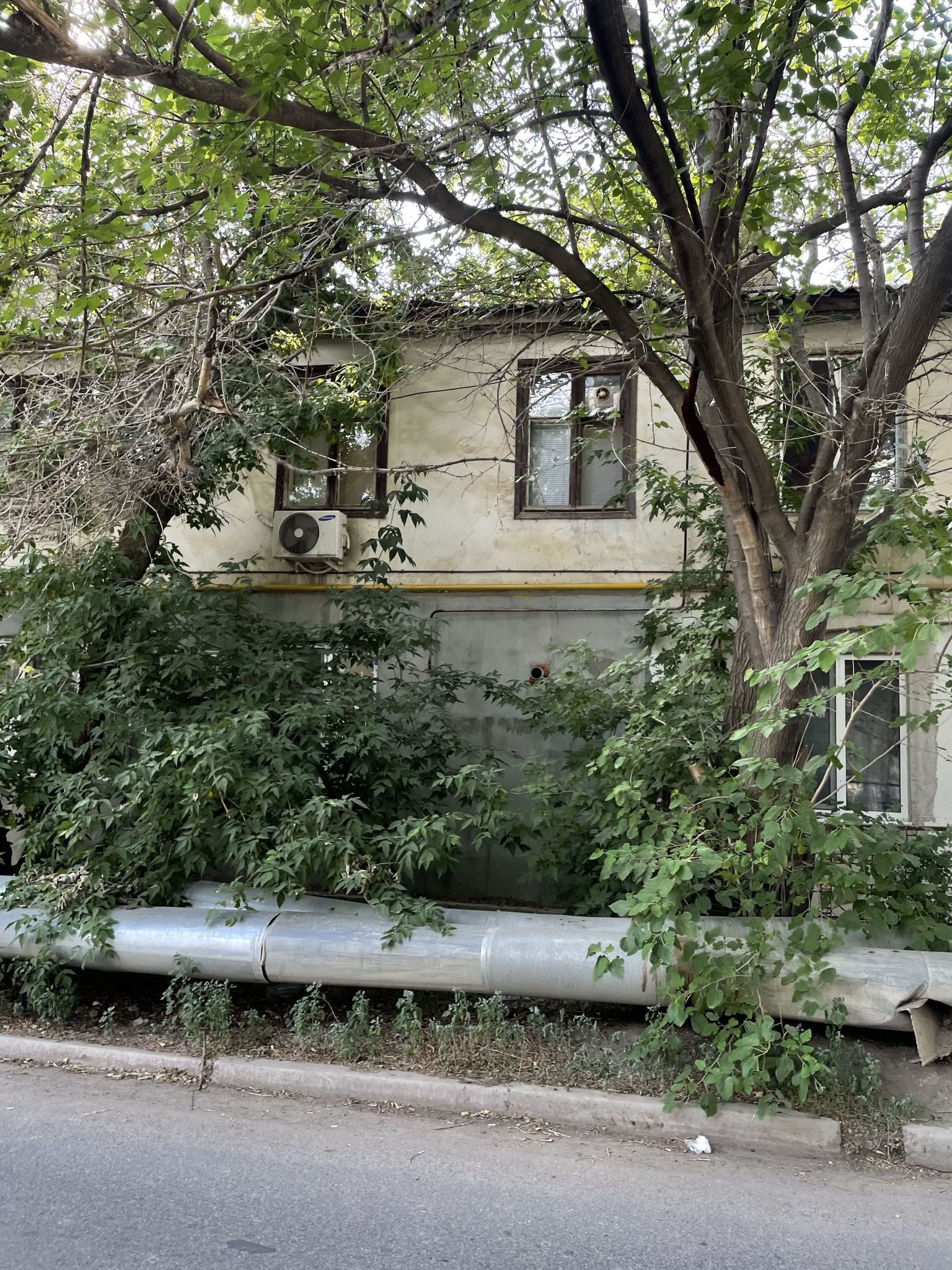
Волгоградская улица, 3
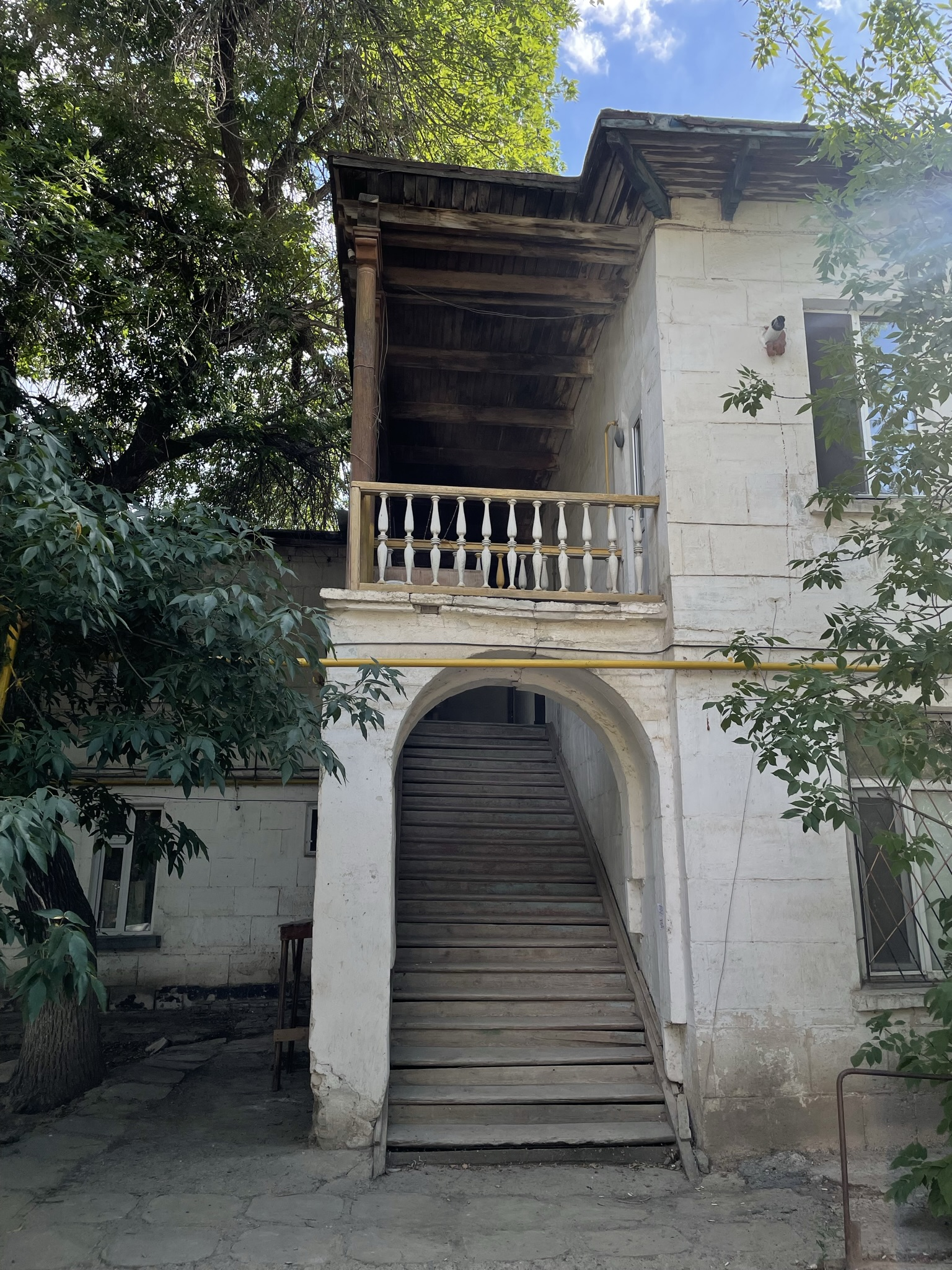
Волгоградская улица, 8
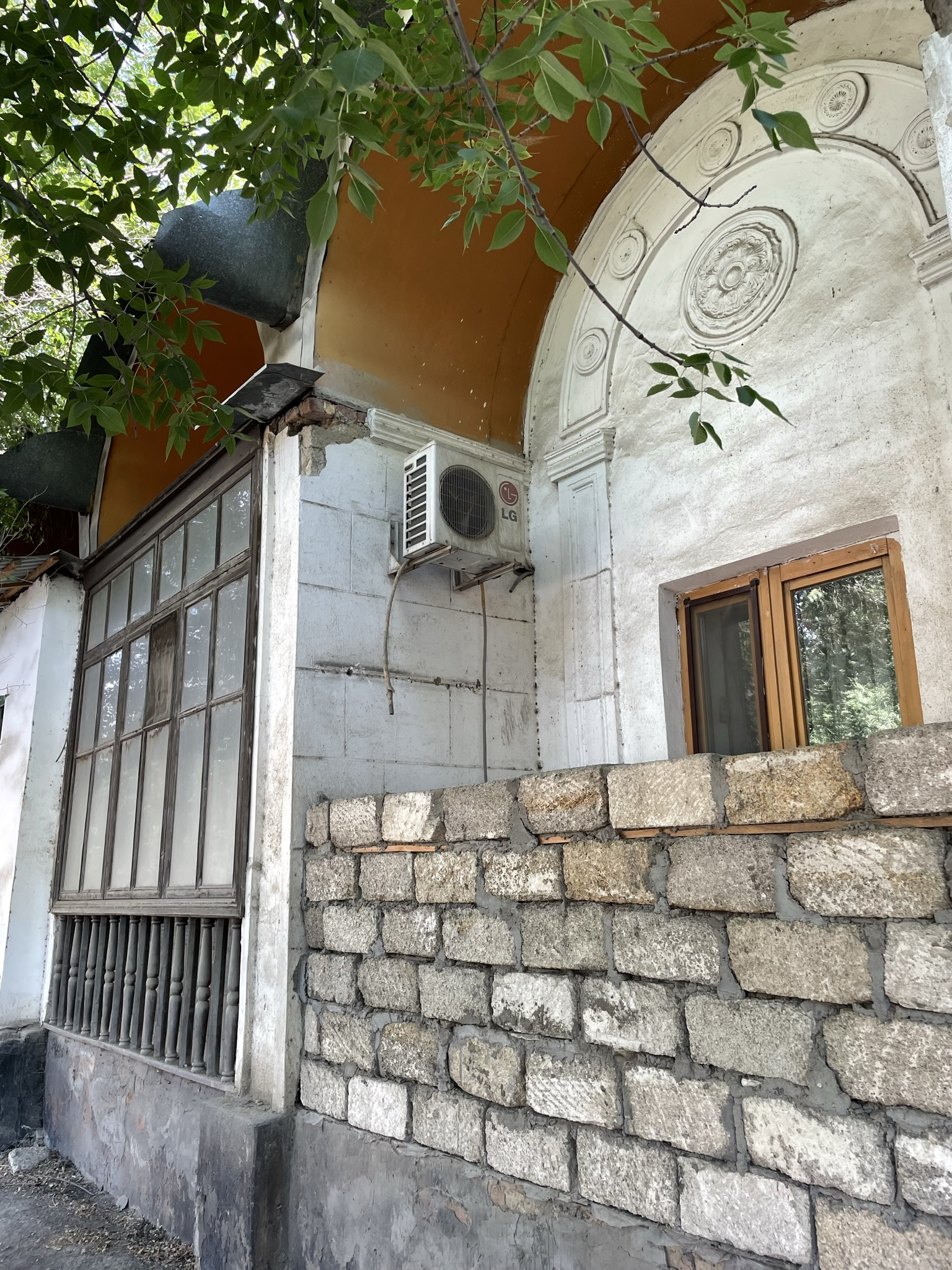
Волгоградская улица, 10
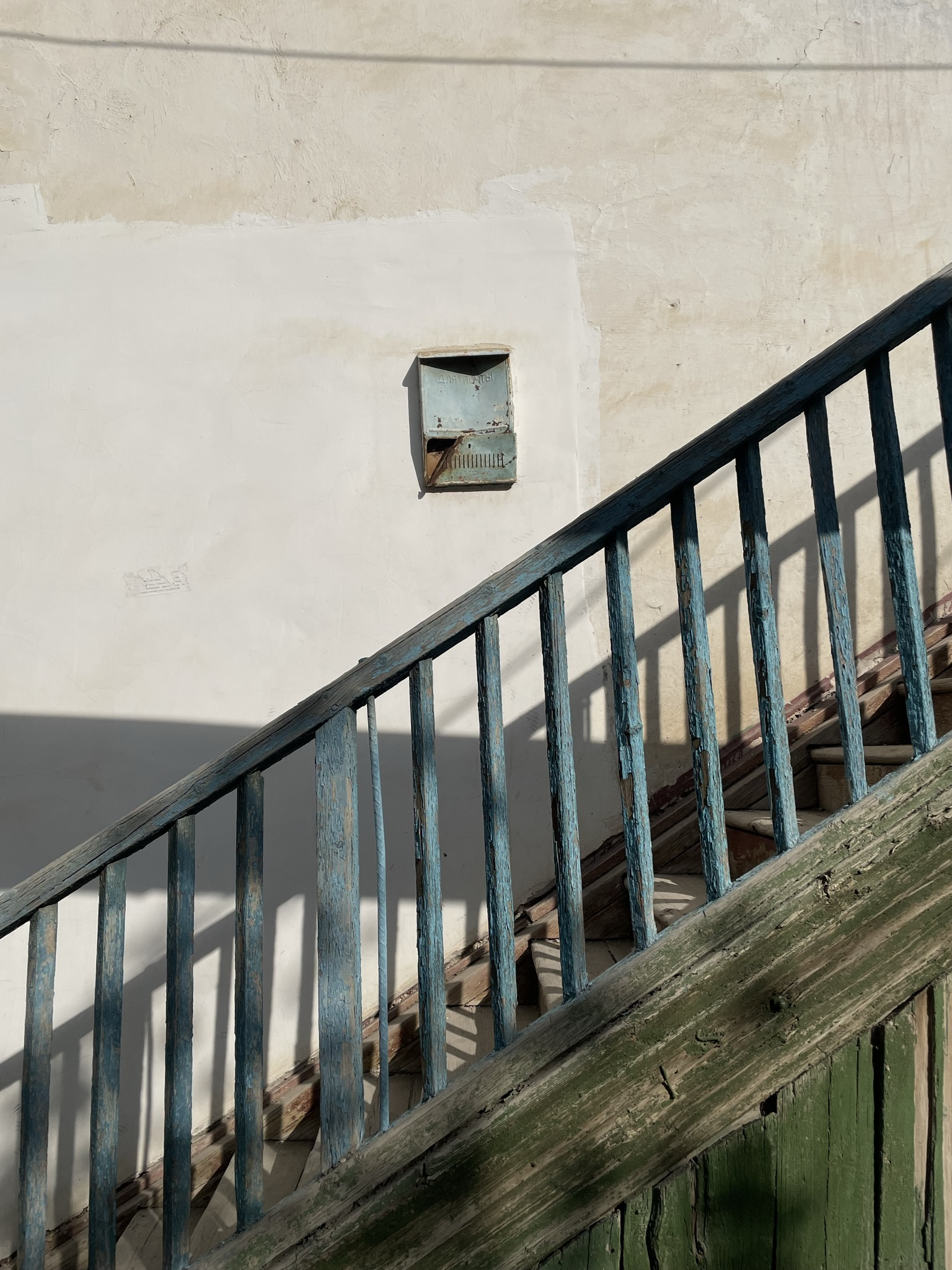
Волгоградская улица, 14
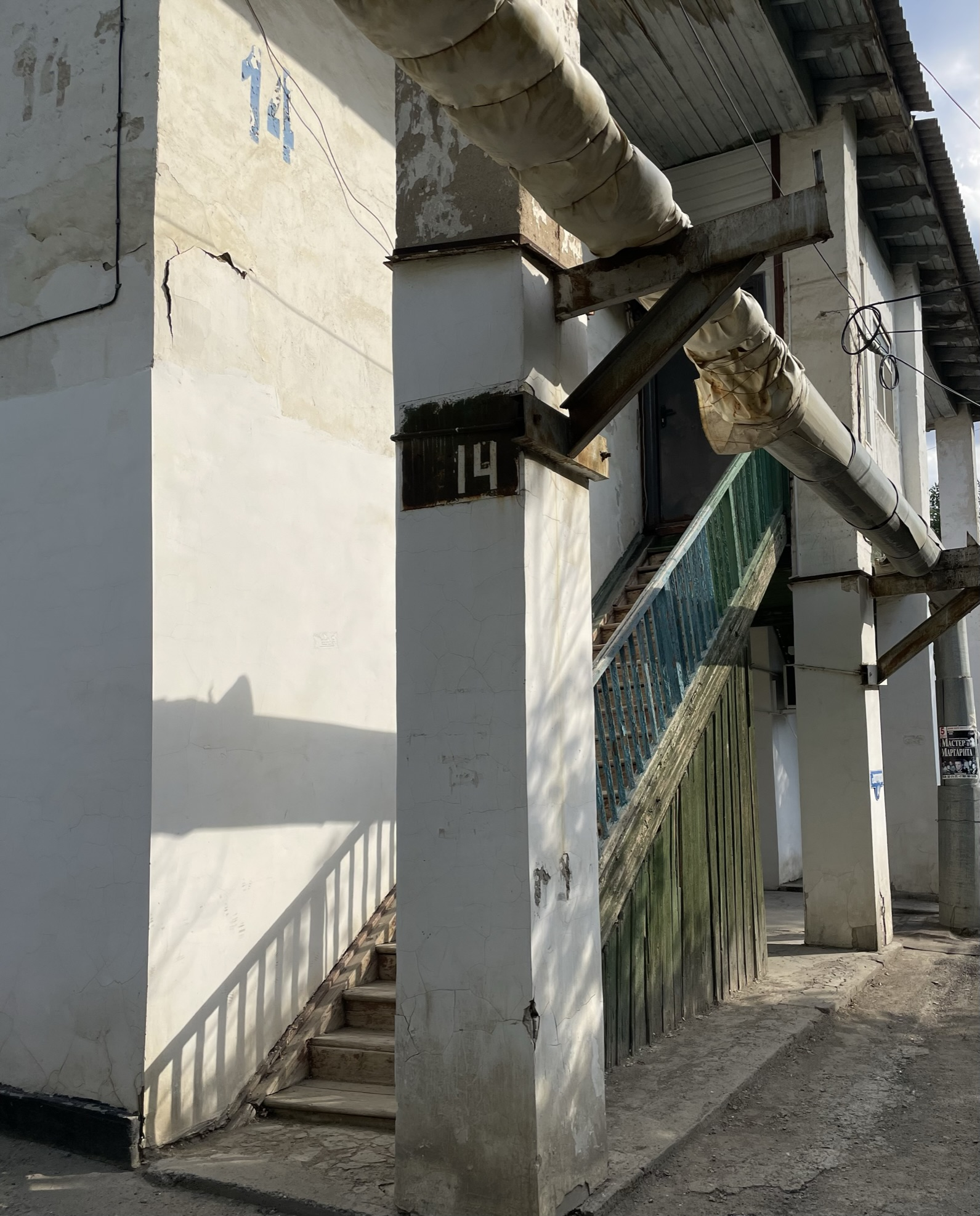
Волгоградская улица, 14
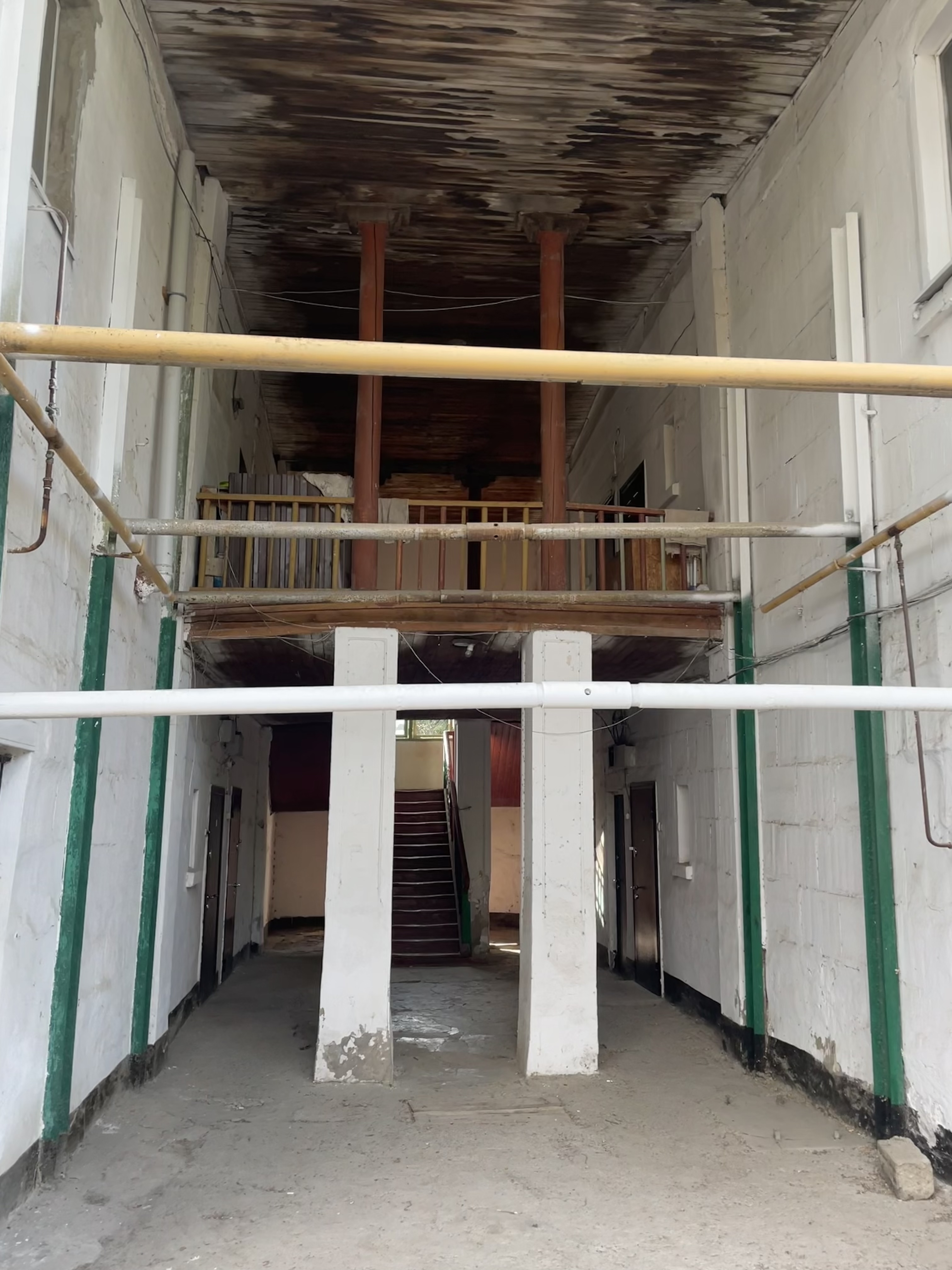
улица Нуртаса Ондасынова, 7
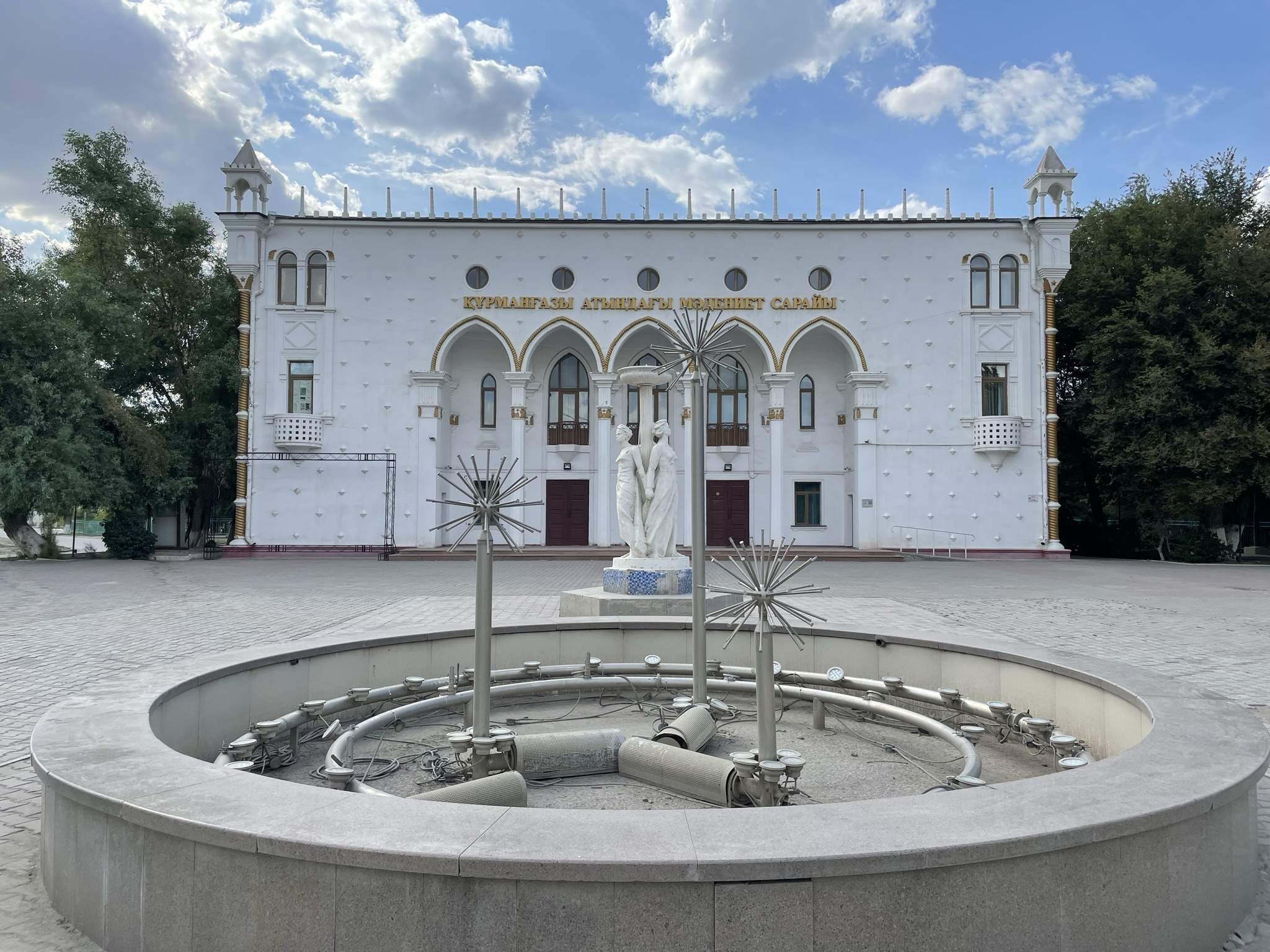
улица Сулеймена Саургалиева, 1 (Дом культуры им. Курмангазы)